# 잉글랜드 웨일스 녹색당

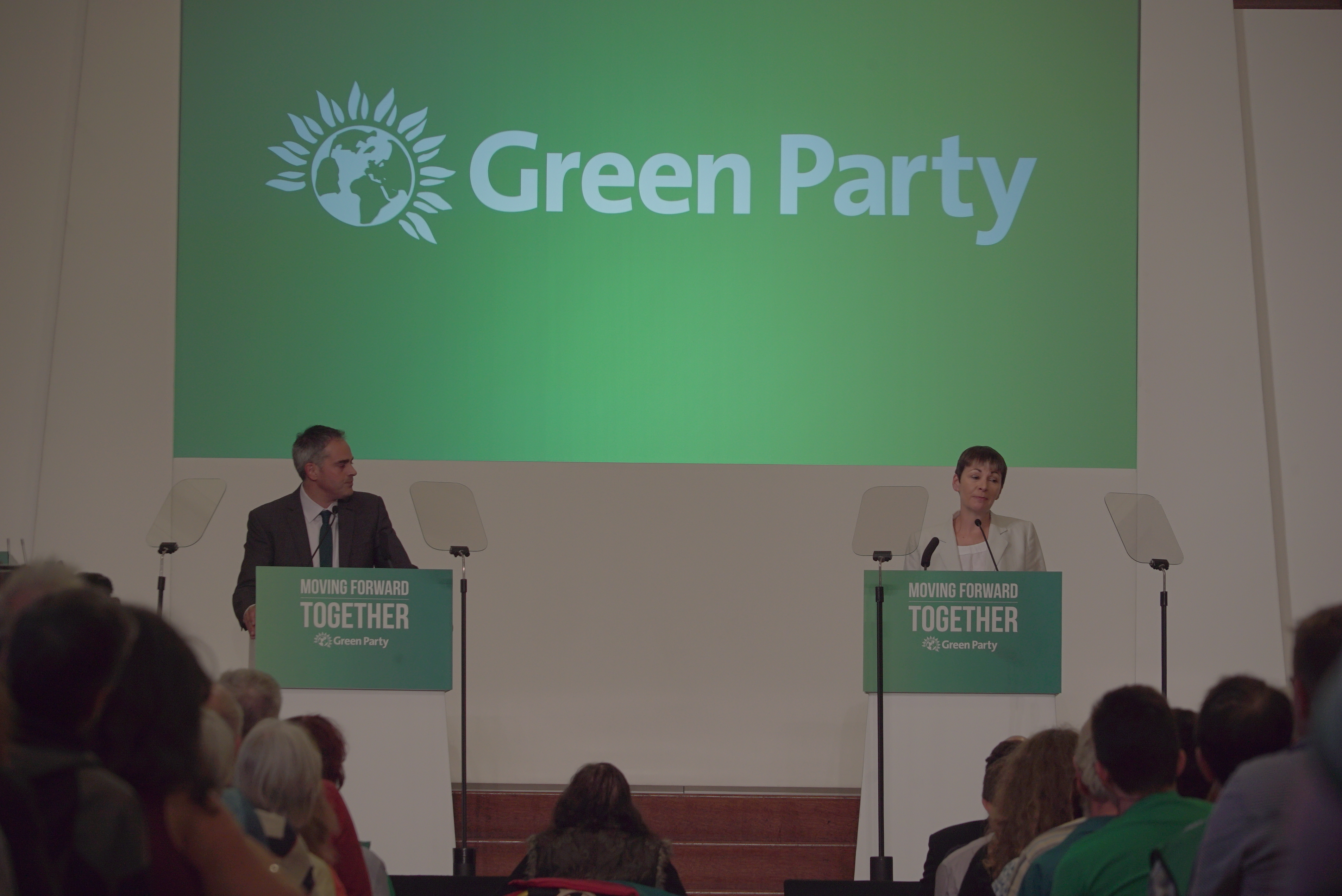

잉글랜드 웨일스 녹색당 (영어: Green Party of England and Wales, GPEW; 웨일스어:Plaid Werdd Cymru a Lloegr)은 주로 잉글랜드와 웨일스에서 활동하는 녹색 정당이다.
잉글랜드 웨일스 녹색당은 영국의 정당 중에서 가장 큰 녹색 정당이며, 반자치적으로 운영되는 웨일스 녹색당을 비롯한 여러 지역당을 두고 있다. 하원 내에는 국회의원 한 명을 두고 있는데, 브라이턴퍼빌리언 선거구를 대표하는 캐롤라인 루카스 의원이다. 루카스는 2008년부터 2012년까지 당대표를 맡았고, 이후로는 내털리 베넷이 대표를 이어받았다. 한편 녹색당은 종신귀족 1인, 유럽 의회 의원 3인, 런던 의회 의원 2인, 그리고 잉글랜드 웨일스 각지의 지역의회에 적은 수의 의원을 두고 있다.
잉글랜드 웨일스 녹색당은 지난 1990년 영국 녹색당이 스코틀랜드 녹색당, 북아일랜드 녹색당, 잉글랜드 웨일스 녹색당, 이 세 정당으로 분당되면서 창당되었으며, 글로벌 그린스와 유럽 녹색당과 제휴를 맺고 있다. 녹색당은 보통 '단일 쟁점' 환경주의 정당으로 여겨져 왔으나, 환경 정책과 정치 생태학을 주장하는 한편, 안정 국가 경제에 한하는 내에서 자금이 충분하고 지역적으로 통제되는 공공 서비스를 비롯, 공산사회경제 정책을 지지한 내력이 있으며, 비례대표제를 지지한다. 또한 시민자유, 동물권, LGBT, 약물 정책 개혁 같은 사회 정책에 관해서는 진보적인 성향을 띈다. 그리고 비폭력, 기본소득, 생활임금, 민주주의 참여에 강력히 찬성하는 성향이다.

## 같이 보기
- 녹색당